# Бородин, Виктор Петрович (партийный деятель)
Ви́ктор Петро́вич Бороди́н (род. 29 апреля 1924, х. Садки, Царицынская губерния) — советский партийный и государственный деятель; председатель Волгоградского облисполкома (1965—1972).

## Биография
С 1942 года служил в Красной армии, участник Великой Отечественной войны. В 1946 году вступил в ВКП(б). Демобилизован в 1947 году.
В 1952 году окончил Сталинградский сельскохозяйственный институт. Работал инструктором Сталинградского обкома ВКП(б), председателем райисполкома и 1-м секретарём райкома КПСС в Сталинградской области, заведующим сельскохозяйственным отделом Волгоградского обкома КПСС.
С 15 декабря 1964 по 12 ноября 1965 года — 2-й секретарь Волгоградского областного комитета КПСС; с ноября 1965 по 1972 год — председатель Исполнительного комитета Волгоградского областного Совета.
С 1974 года работал в Москве: заместитель заведующего сельскохозяйственным отделом ЦК КПСС (1974—1976), 1-й заместитель министра сельского хозяйства СССР (1977—1979), заведующий отделом Совета министров СССР (1984).
Избирался депутатом (от Волгоградской области) Совета Союза Верховного Совета СССР 7-го (1966—1970) и 8-го (1970—1974) созывов.

### Семья
Жена — Валентина Леонидовна (в девичестве Романова; р. 1930), учительница. Дети:
- сын — Александр (род. 1953) — врач, космонавт (1978—1993);
- дочь — Елена (р. 1955), врач[7].

## Награды
- орден Отечественной войны II степени (6.4.1985)[2]
- орден Трудового Красного Знамени[3]